# 地铁大厦站 (南昌市)
地铁大厦站位于中华人民共和国江西省南昌市红谷滩区沙井街道世贸路与丰和中大道交叉口，是南昌地铁1号线、2号线的地铁换乘站，轨道交通指挥控制中心在将设在本站边地铁大厦中；车站于2015年12月26日和1号线一同启用。

## 车站结构

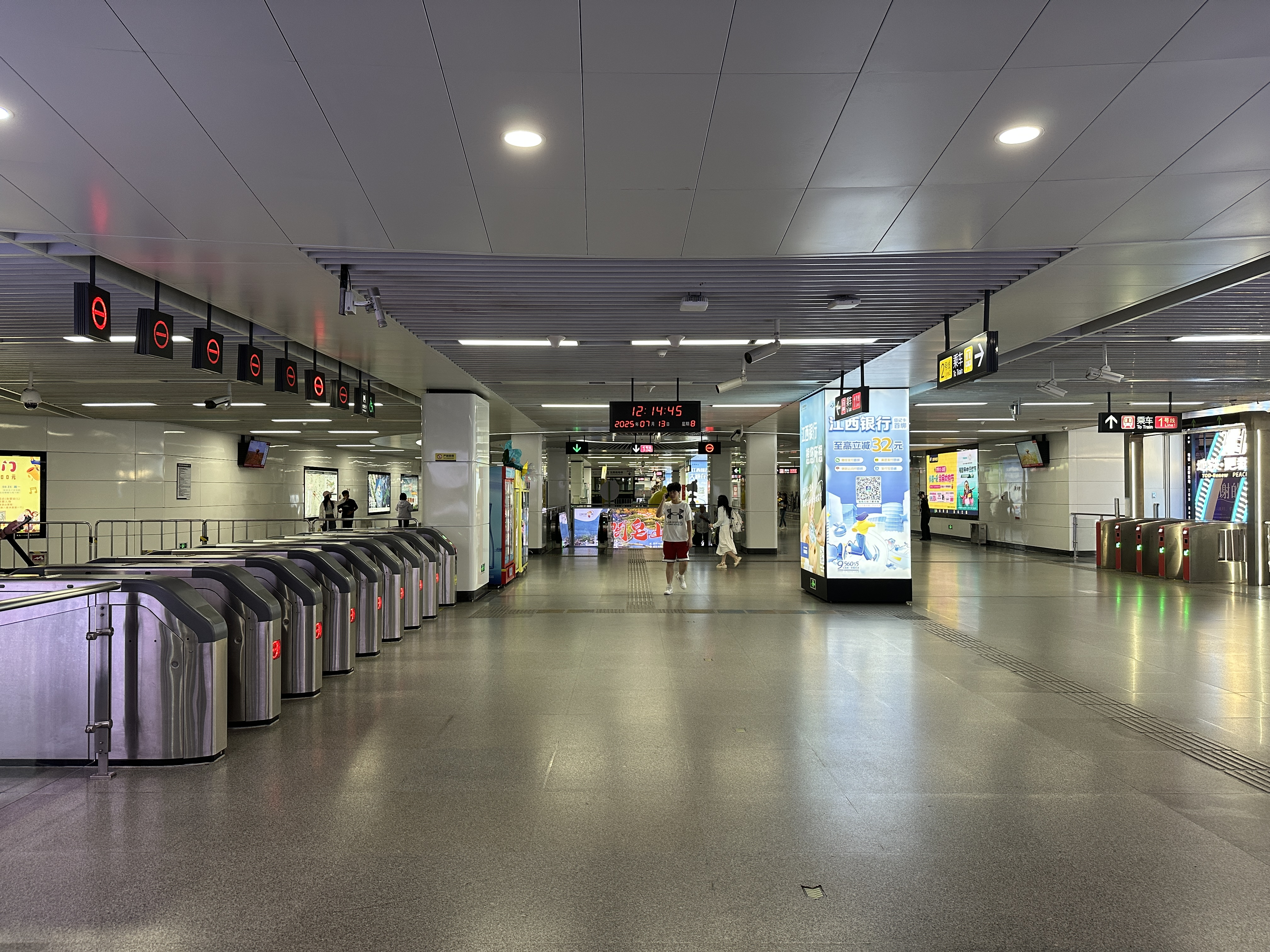
1号线站厅
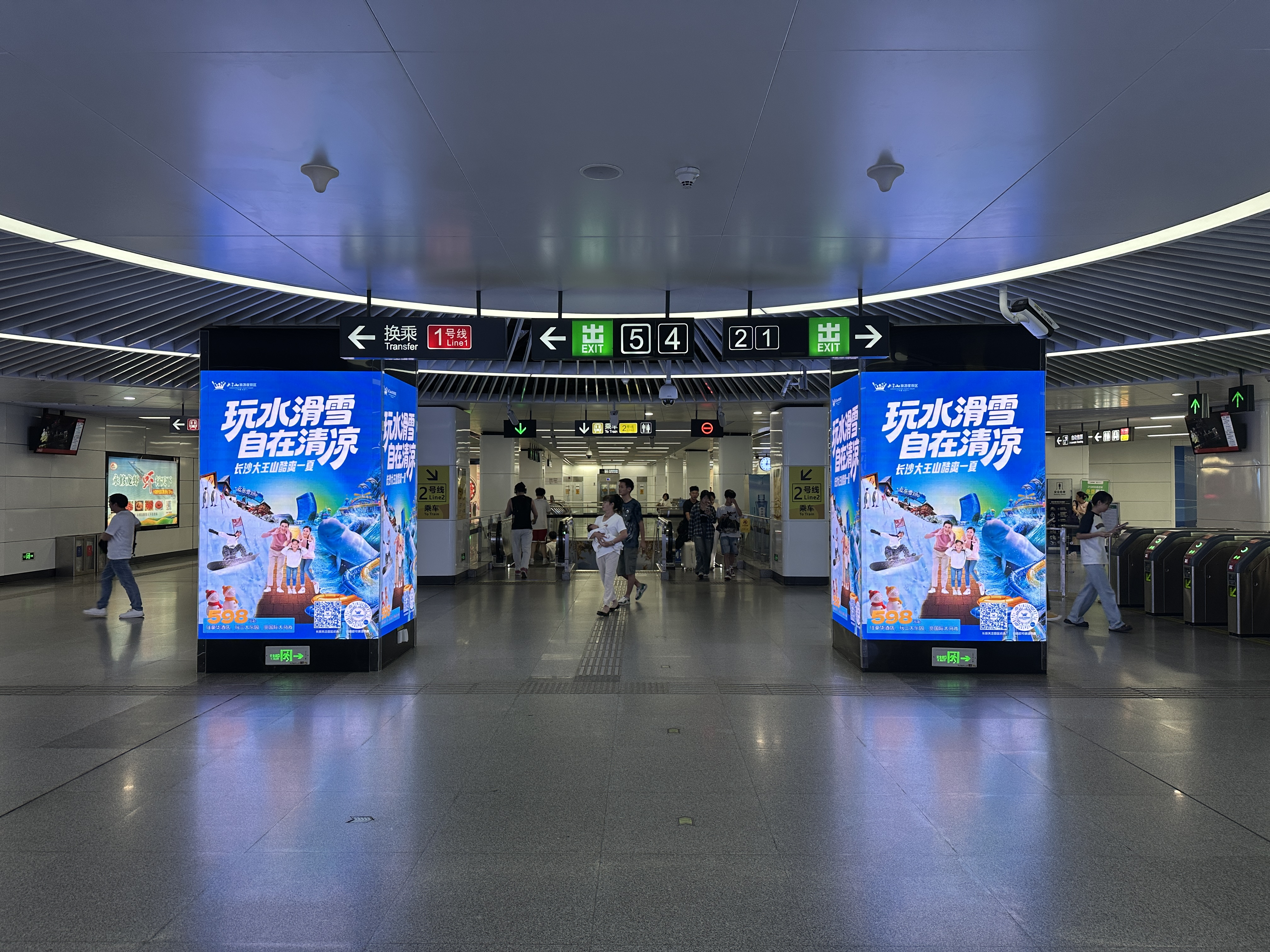
2号线站厅

1号线站厅在地下一层，站台在地下二层为岛式站台；2号线站厅在地下一层和1号线连通，站台在地下三层为岛式站台；车站将于周边商业区融合，负一楼除了站厅还将建设商场；本站两线成丁字换成并设置两线的联络线。
站厅设有一面文化墙《托举起城市的力量》，这幅壁画旨在向市民展现地铁建设的艰辛过程，呈现建设者们用辛劳的汗水托举起城市强劲力量。同时，设计采用深灰砂岩做底衬托，地平线下采用石板铺盖，表现出地铁盾块结构，结实而极具张力。板块间的缝隙金属线共同形成强烈的透视线，让人体会到地铁施工的复杂性与困难性。

### 楼层
| 1层  | 地面               | 出入口                       |  |  |
| -1层 | 站厅               | 售票机、客服中心、商店       |  |  |
| -2层 |                    | █ 1号线 往昌北机场（卫东）   |  |  |
|      | 岛式站台，左侧开门 |                              |  |  |
|      |                    | █ 1号线 往麻丘（秋水广场）   |  |  |
| -3层 |                    | █ 2号线 往南路（翠苑路）     |  |  |
|      | 岛式站台，左侧开门 |                              |  |  |
|      |                    | █ 2号线 往南昌东站（雅苑路） |  |  |

### 出入口
本站共开放4个出入口，预留？个出入口。
| 编号                   | 指示                       | 照片 | 建议前往的目的地                                                                                             |
| ---------------------- | -------------------------- | ---- | --- |
| 出口 · 1L              | 世茂路南侧，丰和中大道东侧 |      | 怡园路、江信国际花园                                                                                         |
| 出口 · 2L · 升降机标志 | 世茂路北侧，丰和中大道东侧 |      | 齐云路、南昌绿地中央广场                                                                                     |
| 出口 · 3L              | 世茂路北侧                 |      | 商都路、金融大街、中国工商银行江西省分行新营业大楼、江西银行大厦、地铁大厦、博能金融中心、南昌红谷滩万象天地 |
| 出口 · 4L              | 世茂路南侧                 |      | 金融大街、天虹购物中心、世纪中央城                                                                           |
| 出口 · 5L              | 丰和中大道西侧             |      | 怡园路、天虹购物中心、世纪中央城                                                                             |
| 註： 設有              |                            |      | |

## 夜间接驳快车
本站有2号线夜间接驳快车服务。
|                    |            |    |            |                    |
| 夜间接驳快车       |            |    |            |                    |
| 往生米             | 往生米     | 时 | 往南昌东站 | 往南昌东站         |
| 周五、周末及节假日 | 周一到周四 | 时 | 周一到周四 | 周五、周末及节假日 |
| 53                 | 53 38 23   | 23 | 18 33 48   | 48                 |

## 历史
- 2009年6月2日《南昌市轨道交通1号线一期工程环境影响报告书（简本）》中本站名为丰和大道站位于卫东大道与会展路交叉口[10][11]。
- 2010年4月8日南昌市轨道交通二号线一期工程环境影响评价第二次公示，公布了《南昌市轨道交通二号线一期工程环境影响报告书（简本）》文件中本站名为世贸路站[12][13]。
- 2010年8月5日南昌市轨道交通1号线一期工程初步设计审查会上对世贸路站进行了较大改动[14]。
- 2010年8月30日的1号线一期24个站点暂用名定为世贸路站[3]。
- 2010年12月15日1号线站名确认，本站改为丰和站[15]。
- 2011年12月14日2号线一期21个站名公示时本站名为地铁大厦站，这是考虑到未来将在站边建设快速轨道交通线网控制指挥中心[16]
- 2012年2月9日2号线站名确认，本站名为没有做任何变动[17]。
- 2015年12月26日随1号线一期一同启用。
- 2017年8月初车站出入口编号修改为数字。